# محمود أوزر
محمود أوزر (5 مايو 1970 - ) سياسي تركي، يشغل منصب وزير التعليم الوطني منذ 6 أغسطس 2021 خلفًا لضياء سلجوق.

## نبذة
ولد محمود أوزر في توقاد في 5 مايو 1970، وتخرج في جامعة إسطنبول التقنية قسم هندسة الإلكترونيات والاتصالات عام 1992، عمل بين عامي 1992 و1994 مهندس إلكترونيات في المديرية العامة لهيئة المطارات الحكومية في مطار دالامان، وهو حاصل على ماجستير ودكتوراه من جامعة كارادينيز التقنية، معهد العلوم والتكنولوجيا تخصص الهندسة الكهربائية والإلكترونية في عامي 1996 و2001 على التوالي.
عمل محاضرًا في جامعة غازي عثمان باشا بين 1994-2002، ومحاضرًا في كلية الهندسة قسم الهندسة الكهربائية والإلكترونية في جامعة زونغولداك كاريلماس بين عامي 2002-2010.
كان رئيسًا لجامعة Zonguldak Bülent Ecevit بين 28 نوفمبر 2010 و4 أكتوبر 2017، كما شغل منصب رئيس المجلس المشترك بين الجامعات لمدة عام منذ 1 أغسطس 2015 وحتى 1 أغسطس 2016.